# Innenraumwerbung
Innenraumwerbung ist eine Werbeart, die sich in der Technik und der Ansprache der Zielgruppe deutlich von den klassischen Werbearten unterscheidet: Während die Außenwerbung ihre Werbeinhalte breit streut und eher auf zufälligen Kundenkontakt setzt, hat die Innenraumwerbung aufgrund ihrer Eingrenzung auf einen bestimmten Raum zumeist eine klar definierte Zielgruppe.
Außenwerbung setzt auf zufälligen Kontakt mit allen, die mit ihr in Berührung gelangen. Deutlich wird dies bei der Verkehrsmittelwerbung. 
Innenraumwerbung kennt ihre Zielgruppe genauer aufgrund des klar definierten Raums, in dem sie angewendet wird. Ein Beispiel hierfür ist die Werbung in Tierarztpraxen, in der die Zielgruppe klar definiert ist und die Inhalte der Innenraumwerbung genau auf die Zielgruppe abgestimmt werden kann. Ähnliche Modelle finden sich in Einkaufszentren und Supermärkten. 
Die Arten der Innenraumwerbung sind zumeist eher in den klassischen Werbearten zu sehen: Plakatwerbung und Klapprahmen sind die überwiegenden Formen der Werbung.
Seit den 1990er Jahren existieren unterschiedliche Projekte, die Innenraumwerbung in Form von Werbe- und Info-TV in größerem Ausmaß nutzen – Einkaufszentren und Geschäfte versuchen hiermit gezielt ihre Kundschaft anzusprechen. 
Relativ neu ist die Nutzung der Innenraumwerbung auch im Bereich der Verkehrsmittelwerbung. Diese Projekte finden sich in ganz Deutschland, die Zielrichtung ist Verkehrsmittel-/Innenraumwerbung, in Teilen kombiniert mit Fahrgastinformationen.